# Colonia
För andra betydelser, se Colonia (olika betydelser).
Colonia (latin för koloni) var det romerska namnet på en stad eller bosättning på erövrat område, byggd för att säkra det.
Ordet förekommer i åtskilliga fornromerska stadsnamn:
- Colonia Agrippina eller Agrippinensis - Köln
- Colonia Augusta Aroe Patrensis - Patras
- Colonia Augusta Trevirorum - Trier
- Colonia Eboracensis - York
- Colonia Julia Augusta - Parma
- Colonia Julia Augusta Dertosa - Tortosa
- Colonia Julia Equestris - Nyon
- Colonia Julia Fanestris - Fano
- Colonia Julia Pisana - Pisa
- Colonia Julia Romula - Sevilla
- Colonia Julia Victrix Tarraconensis - Tarragona
- Colonia Marcia edessenorum - Edessa
- Colonia Neptunia - Tarento
- Colonia Sæcundanorum - Orange